# 카시오페아 (영화)
《카시오페아》는 2022년에 개봉한 대한민국의 영화이다.

## 캐스팅
- 안성기 : 인우 역
- 서현진 : 수진 역
- 주예림 : 지나 역
- 김다흰 : 준일 역
- 홍성춘 : 법무법인 대표 역
- 구시연 : 법무법인 파트너 변호사 역
- 공진서 : 법무법인 비서 역
- 최홍일 : 지만 역
- 박채익 : 박 검사 역
- 신윤주 : 신 검사 역
- 이승훈 : 의사 역
- 이은주 : 문진의사 역
- 신지소 : 아이 역
- 성홍일 : 흥국사 관계자 역
- 조주경 : 흥국사 중년 역
- 최주원 : 요양원 최 선생 역
- 이호원 : 요양원 이 선생 역
- 시은미 : 요양원 시 선생 역
- 신윤지 : 간호사 역
- 서영우 : 데이빗 역
- 김민건 : 지나 친구들 역
- 김지윤 : 지나 친구들 역
- 김태희 : 지나 친구들 역
- 김태민 : 지나 친구들 역
- 박근수 : 판사 역
- 남기쁨 : 법무법인 변호사 1 역
- 전준영 : 법무법인 변호사 2 역
- 전누림 : 법원 여경 1 역
- 박지은 : 법원 여경 2 역
- 허연정 : 요양원 원장 역 (목소리)
- 성수연 : 간호사 역 (목소리)
- 김정팔 : 경찰 역 (목소리)
- 이영란 : 미자 역 (특별출연)
- 정아미 : 준일 역 (특별출연)
- 박영신 : 간병인 역 (특별출연)
- 박재민 : 남편 역 (특별출연)

## 수상
- 2022년 제42회 한국영화평론가협회상 국제비평가연맹 한국본부상 (카시오페아)